# 安佰深集團
安佰深集團（Apax Partners LLP）是一家英國私人股權投資和風險投資公司，總部在倫敦。該公司在紐約、香港、孟買、特拉維夫、馬德里、斯德哥爾摩、米蘭和慕尼黑有八個辦公處。加上其前任組織，安佰深集團是世界上最古老的私募顧股權公司之一，也是世界第七大私募股權公司。
安佰深通過各類機構投資人募集資金，其在電信、信息技術、零售和製成品、媒體、醫療保健和金融服務等眾多領域都有投資。

## 外部連結
- Apax Partners（页面存档备份，存于）公司官方網站
- "How I rode the rising wave of private equity（页面存档备份，存于）